# Saint-Pierre-de-Mésage
Saint-Pierre-de-Mésage là một xã của tỉnh Isère, thuộc vùng Rhône-Alpes, đông nam nước Pháp.